# Carlo Mattogno
Carlo Mattogno (Orvieto, 12 gennaio 1951) è un saggista italiano, considerato il principale esponente del negazionismo dell'Olocausto in Italia.

## Biografia
Secondo le biografie presenti in alcuni siti negazionisti avrebbe condotto studi avanzati in latino, greco ed ebraico occupandosi di analisi e tecnica testuale, ma non esistono elementi che provino l'effettiva partecipazione di Mattogno ad alcun percorso di studi in tal senso, né d'altro canto risulta in possesso di alcuna laurea. Dagli anni settanta ha iniziato ad occuparsi della storia dell'Olocausto, aderendo fin dall'inizio alle tesi negazioniste: nel 1985 ha pubblicato Il mito dello sterminio ebraico e Il rapporto Gerstein: anatomia di un falso con la casa editrice "Sentinella d'Italia", della destra radicale italiana.
Mattogno ha quasi sempre pubblicato i suoi testi in lingua italiana per case editrici d'area neofascista o neonazista: tra questi le "Edizioni di Ar", di proprietà di Franco Freda. Negli stessi anni, Mattogno ha collaborato con la rivista della destra radicale italiana Orion, unitamente al fratello Gian Pio, un cattolico fondamentalista. Egli tuttavia si è dichiarato un "democratico" e in passato un elettore del Partito Radicale (di ispirazione liberale). Altre opere di Mattogno sono state invece pubblicate unicamente in internet su siti dedicati al negazionismo e all'area della destra.
Mattogno è stato membro dal 1988 dell'"Editorial Advisory Committee" dell'Institute for Historical Review, un'associazione negazionista (che non svolge ricerca in senso accademico in quanto le sue pubblicazioni non sono sottoposte alla normale pratica del peer review), ha contribuito alla rivista trimestrale dei Vierteljahreshefte für freie Geschichtsforschung, sempre di contenuto apertamente negazionista, e a partire dal 1989 ha partecipato come relatore a diverse conferenze internazionali negazioniste.
Nonostante Mattogno si presenti nelle vesti di un ordinario ricercatore storico, egli non ha mai collaborato se non con persone, ambienti o pubblicazioni negazioniste, compreso fra gli altri il noto neonazista tedesco Ernst Zündel, che lo intervistò dopo la pubblicazione di alcuni suoi saggi.

## Tesi
Nelle sue numerose pubblicazioni, Mattogno nega che siano state pianificate e poste in essere azioni di sterminio nella Germania nazista, in particolare contro ebrei e zingari: i lager sarebbero stati quindi dei meri luoghi di concentramento, transito, lavoro o soggiorno, funzionali ad una politica di evacuazione di alcune categorie di persone potenzialmente pericolose; Per Mattogno i tedeschi desideravano unicamente far emigrare gli ebrei dalla Germania, in quanto gli ebrei stessi sarebbero stati i primi a dichiarare la propria opposizione verso il regime nazista. L'Olocausto non sarebbe altro che un'enorme macchinazione propagandistica, nata negli ambienti dei lager ad opera delle cellule resistenziali ebraiche, sistematizzata in seguito dai Sovietici, imposta da tutti gli Alleati alla fine della guerra grazie ai processi di Norimberga – che egli ritiene in gran parte basati su prove e testimonianze false o falsificate – e definitivamente accettata e ulteriormente propagandata dagli storici e dai principali Stati del mondo. Per evitare qualsiasi dissenso, i governi di svariati paesi avrebbero anche delegato ad una serie di leggi liberticide ed alle aule di giustizia il compito di far calare una definitiva pietra tombale sulla questione. Il movimento negazionista mondiale quindi sarebbe per Mattogno la vittima predestinata di un complotto planetario ordito ai suoi danni.
Dopo aver visitato a partire dalla fine degli anni settanta gli ex campi di Auschwitz-Birkenau, Stutthof, Dachau, Gusen, Mauthausen, Gross-Rosen, Buchenwald, Lublino-Majdanek, Płaszów, Bełżec, Treblinka, l'ex-ghetto di Terezin e Sobibór, e aver consultato numerosi archivi, nelle sue prime opere (1985-1995) ha concentrato i suoi interessi sulla critica delle testimonianze relative alle modalità di sterminio degli ebrei tramite camere a gas, le quali presenterebbero, secondo Mattogno, numerose contraddizioni ed inverosimiglianze che ne inficerebbero l'attendibilità. Tutte le testimonianze relative allo sterminio degli ebrei analizzate – sia che si tratti di testimonianze degli internati o degli stessi appartenenti al Sonderkommando (il gruppo di internati che lavorò direttamente nelle camere a gas e nei forni crematori), sia che si tratti delle testimonianze dei tedeschi che visitarono i campi e le loro strutture di sterminio di massa o furono impiegati direttamente nell'esecuzione delle pratiche omicidiarie – risulterebbero secondo Mattogno false.
A partire dal 1995, Mattogno ha frequentato gli archivi moscoviti appena riaperti agli studiosi, in cui ha avuto la possibilità di esaminare numerosi documenti (circa 90.000 pagine) precedentemente sequestrati dai Sovietici: tra questi hanno avuto particolare rilievo nelle sue opere successive quelli relativi alla "Zentralbauleitung" ("Ufficio centrale delle costruzioni") di Auschwitz.
Una delle sue argomentazioni consiste nella pretesa impossibilità fisica dei forni crematori esistenti di eliminare l'enorme massa di cadaveri dei prigionieri uccisi nelle camere di sterminio, per questioni di tipo tecnico e ingegneristico. Allo stesso tempo, vengono considerate fisicamente impossibili – e comunque non avvenute – anche le cremazioni dei cadaveri nelle fosse scavate all'aperto. Tutte le prove in tal senso, testimoniali, documentali e fotografiche, vengono analizzate e respinte da Mattogno.
Fra i temi secondari trattati da Mattogno, è da rilevare un suo saggio nel quale egli afferma che i Protocolli dei Savi di Sion – testo fondamentale dell'antisemitismo degli inizi del XX secolo, utilizzati e propagandati da tutti i regimi e da gran parte dei teorici razzisti – in realtà non avrebbero avuto lo scopo di «catalizzare l'odio verso gli Ebrei» e quindi non avrebbero un contenuto antisemita. Estrapolando e decontestualizzando brani della Bibbia o di altri autori e citando a conforto delle proprie tesi alcuni scritti del fratello Gian Pio, Carlo Mattogno arriva ad affermare quindi che gli ebrei perseguirebbero una sorta di «imperialismo» allo scopo di sottomettere gli altri popoli. In tale quadro, sarebbero stati quindi gli stessi Ebrei la causa - almeno in parte - dei propri mali.

## Opinioni su Mattogno e polemiche
L'Institut für Zeitgeschichte (Istituto di storia contemporanea) di Monaco in un saggio sulle fonti relative ad Auschwitz ha inserito nella propria bibliografia lo studio di Mattogno sulla Zentralbauleitung (l'Ufficio Centrale delle Costruzioni) del campo, avendolo citato in una nota a piè di pagina nell'introduzione del libro: questa singola citazione è spesso riportata dai siti negazionisti come "prova" della veridicità delle tesi di Mattogno.
Lo storico tedesco Ernst Nolte in una sua opera ha definito Mattogno "scienziato serio" anche perché a suo avviso:
(E. Nolte, Controversie: nazionalsocialismo, bolscevismo, questione ebraica nella storia del Novecento, Corbaccio, Milano, 1999, pag. 13.)
Anche questa affermazione è utilizzata dai negazionisti per rafforzare l'idea della serietà degli studi di Mattogno. È da notare che in un altro punto dello stesso testo, Nolte però afferma che:
(Ibidem, pag. 57.)
Anche Jean-Claude Pressac, pur negando radicalmente la validità delle teorie di Mattogno, ne riconosce la maggiore qualità nell'ambito degli scritti negazionisti.
Carlo Mattogno, secondo i metodi propri del negazionismo, ha polemizzato con tutti gli studiosi della Shoah da lui affrontati, accusandoli fra l'altro di malafede, dilettantismo, falsificazione della storia, improvvisazione e ignoranza. Esemplare tra queste diatribe è quella suscitata dalla tesi di dottorato in semiotica di Valentina Pisanty (in seguito divenuta docente universitaria), che sottopose ad analisi la metodologia distorsiva di analisi dei testi e di approccio alla materia di studio da parte di Mattogno e di vari altri negazionisti.
Sulla stessa falsariga, Carlo Mattogno afferma di "(essere) il revisionismo storico in Italia" e di aver "gettato nella costernazione i santoni della nuova religione olocaustica", che si imporrebbe però nel mondo tramite una "nuova Santa Inquisizione Olocaustica".
Le teorie negazioniste di Mattogno non sono mai entrate nel circolo delle argomentazioni storiografiche sull'Olocausto, ma sono state analizzate e contestate da alcuni studiosi come l'americano John C. Zimmerman o il medico italiano Francesco Rotondi: la tattica di Mattogno – tipica dei negazionisti – in tali casi è quella d'impegnarsi in un continuo botta e risposta, mettendo in campo una sorta di "guerra d'attrito" dalla quale regolarmente Mattogno stesso proclama d'esserne uscito come indiscusso vincitore.
Diverse confutazioni di merito delle teorie di Mattogno sono peraltro riscontrabili in vari siti: le teorie di Mattogno e di altri autori negazionisti sono state analizzate da Jonathan Harrison, Roberto Muehlenkamp, Jason Myers, Sergey Romanov e Nicholas Terryla in un lungo saggio pubblicato nel sito Holocaust Controversies; nello stesso sito appare un'analisi di Jonathan Harrison sulla "epistemologia paranoide" di Mattogno. Ancora nello stesso sito a partire dal mese di ottobre del 2014 sono apparsi diversi articoli nei quali vengono sottoposte ad analisi e smentite le teorie negazioniste di Mattogno su Auschwitz. Fra questi articoli, viene anche analizzata e smentita l'affermazione di Mattogno secondo la quale sarebbero dei falsi i cosiddetti "manoscritti del Sonderkommando": una serie di testimonianze scritte di diversi ebrei appartenenti al gruppo selezionato per far funzionare le camere a gas e i forni crematori di Auschwitz, sepolti nel sottosuolo all'interno di contenitori improvvisati durante i mesi in cui lo sterminio era in atto.

## Opere principali

### Primo periodo (1985-1995)
- Il rapporto Gerstein: Anatomia di un falso, Sentinella D'Italia, Monfalcone, 1985.
- La Risiera di San Sabba: Un falso grossolano, Sentinella D'Italia, Monfalcone, 1985.
- Il mito dello sterminio ebraico. Introduzione storico-bibliografica alla storiografia revisionista, Sentinella D'Italia, Monfalcone, 1985
- La Soluzione finale. Problemi e polemiche, Edizioni di Ar, Padova, dicembre 1991.
- Auschwitz: la prima gasazione, Edizioni di Ar, Padova, 1992
- Auschwitz: Fine di una leggenda, Edizioni di Ar, Padova, settembre 1994

### Secondo periodo (dal 1995)
La distinzione deriva dall'accesso di Mattogno negli archivii di Mosca a partire dal 1995
- La “Zentralbauleitung der Waffen-SS und Polizei Auschwitz”, Edizioni di Ar, Padova, aprile 1998 (con prima edizione inglese nel 2005[28]
- Bełżec nella propaganda, nelle testimonianze, nelle indagini archeologiche e nella storia, Effepi, Genova, novembre 2006
- Hitler e il nemico di razza. Il nazionalsocialismo e la questione ebraica, Edizioni di Ar, Padova, 2009, ISBN 9788889515396.
- Il campo di Chełmno tra storia e propaganda, Effepi, Genova, settembre 2009
- I forni crematori di Auschwitz. Studio storico-tecnico con la collaborazione del dott. ing. Franco Deana, Effepi, Genova, febbraio 2012
- Il mistero dei Protocolli di Sion, scopo e significato dei "Protocolli dei Savi Anziani di Sion", Edizioni della Lanterna, maggio 2014, ISBN 9781291884906.

### Volumi insieme a Jürgen Graf
In collaborazione col negazionista svizzero Jürgen Graf, Mattogno ha inoltre pubblicato:
- (DE)  KL Majdanek. Eine historische und technische Studie, Castle Hill Publishers, Hastings, luglio 1998, ISBN 1902619005
- (DE)  Das Konzentrationslager Stutthof und seine Funktion in der nationalsozialistischen Judenpolitik, Castle Hill Publishers, Hastings, agosto 1999, ISBN 9781902619019.
- (DE)  Treblinka. Vernichtungslager oder Durchgangslager?, Castle Hill Publishers, Hastings, ottobre 2002, ISBN 9781902619057
- (EN)  Sobibór. Holocaust Propaganda and Reality, The Barnes Review, Washington D. C., maggio 2010, ISBN 9780981808543.
- (EN)  The “Extermination Camps” of “Aktion Reinhardt”. An Analysis and Refutation of Factitious “Evidence”, Deceptions and Flawed Argumentation of the “Holocaust Controversies” Bloggers, Castle Hill Publishers, Uckfield, ottobre 2013, ISBN 9781591480358.

### Scritti polemici
- Olocausto: Dilettanti allo sbaraglio. Pierre Vidal-Naquet, Georges Wellers, Deborah Lipstadt, Till Bastian, Florent Brayard et alii contro il revisionismo storico, Edizioni di Ar, Padova, 1996.
- L' “irritante questione” delle camere a gas ovvero da Cappuccetto Rosso ad... Auschwitz. Risposta a Valentina Pisanty, Graphos, Genova, 1998.